# Spinozapremie
De NWO-Spinozapremie is samen met de NWO-Stevinpremie de hoogste Nederlandse onderscheiding in de wetenschap. De premie wordt sinds 1995 jaarlijks uitgereikt door de Nederlandse Organisatie voor Wetenschappelijk Onderzoek (NWO) aan Nederlandse onderzoekers die tot de internationale top van de wetenschap behoren. De prijs is genoemd naar de filosoof Benedictus de Spinoza.
Vanaf 2023 zijn er jaarlijks twee laureaten, die ieder een subsidie van 1,5 miljoen euro ontvangen, geheel naar eigen inzicht te besteden aan wetenschappelijk onderzoek. Het bedrag varieerde tussen 1995 en 2000 van 2 tot 4 miljoen gulden, het was van 2001 tot en met 2008 1,5 miljoen euro, en van 2009 tot en met 2022 2,5 miljoen euro. Het maximale aantal laureaten werd in 2022 verlaagd van maximaal vier naar maximaal twee. 
Tot en met 2017 waren 69 laureaten man, 16 vrouw. De prijs werd t/m 2017 61 keer uitgereikt aan een beta-wetenschapper (inclusief biomedische wetenschappen) en 20 keer aan een alfa- of gamma-wetenschapper. De gemiddelde leeftijd van de laureaten op het moment van toekenning bedroeg toen 50 jaar.

## Lijst van laureaten
| Jaar | Naam                      | Afbeelding | Vakgebied                                 | Universiteit (ten tijde van de prijs)                                               |
| ---- | ------------------------- | ---------- | ----------------------------------------- | ----------------------------------------------------------------------------------- |
| 2025 | Thijn Brummelkamp         |            | kankeronderzoek                           | UMC Utrecht                                                                         |
| 2025 | Judith Pollmann           |            | geschiedenis                              | Universiteit Leiden                                                                 |
| 2024 | Bernet Elzinga            |            | psychopathologie                          | Universiteit Leiden                                                                 |
| 2024 | Detlef van Vuuren         |            | klimaatverandering                        | Universiteit Utrecht                                                                |
| 2023 | Joyeeta Gupta             |            | milieu en ontwikkeling                    | Universiteit van Amsterdam                                                          |
| 2023 | Toby Kiers                |            | evolutiebiologie                          | Vrije Universiteit Amsterdam                                                        |
| 2022 | Thea Hilhorst             |            | ontwikkelingsstudies                      | International Institute of Social Studies, Erasmus Universiteit Rotterdam           |
| 2022 | Klaas Landsman            |            | wiskundige natuurkunde                    | Radboud Universiteit Nijmegen                                                       |
| 2022 | Corné Pieterse            |            | plant-microbe interacties                 | Universiteit Utrecht                                                                |
| 2022 | Ignas Snellen             |            | astrofysica                               | Universiteit Leiden                                                                 |
| 2021 | José van Dijck            |            | media en digitale samenleving             | Universiteit Utrecht                                                                |
| 2021 | Marc Koper                |            | elektrochemie                             | Universiteit Leiden                                                                 |
| 2021 | Lieven Vandersypen        |            | quantumnanowetenschappen                  | Technische Universiteit Delft                                                       |
| 2021 | Maria Yazdanbakhsh        |            | cellulaire immunologie                    | Universiteit Leiden                                                                 |
| 2020 | Nynke Dekker              |            | moleculaire biofysica                     | Technische Universiteit Delft                                                       |
| 2020 | Jan van Hest              |            | bio-organische chemie                     | Technische Universiteit Eindhoven                                                   |
| 2020 | Pauline Kleingeld         |            | ethiek                                    | Rijksuniversiteit Groningen                                                         |
| 2020 | Sjaak Neefjes             |            | chemische immunologie                     | Universiteit Leiden                                                                 |
| 2019 | Yvette van Kooyk          |            | moleculaire celbiologie en immunologie    | Amsterdam UMC & Vrije Universiteit Amsterdam                                        |
| 2019 | Amina Helmi               |            | sterrenkunde                              | Rijksuniversiteit Groningen                                                         |
| 2019 | Ronald Hanson             |            | kwantumfysica                             | Technische Universiteit Delft                                                       |
| 2019 | Bas van Bavel             |            | economische geschiedenis                  | Universiteit Utrecht                                                                |
| 2018 | Anna Achmanova            |            | cellulaire dynamica                       | Universiteit Utrecht                                                                |
| 2018 | Marileen Dogterom         |            | bionanoscience                            | Technische Universiteit Delft                                                       |
| 2018 | Carsten de Dreu           |            | sociale psychologie                       | Universiteit Leiden                                                                 |
| 2018 | John van der Oost         |            | microbiologie                             | Universiteit Wageningen                                                             |
| 2017 | Eveline Crone             |            | ontwikkelingspsychologie                  | Universiteit Leiden                                                                 |
| 2017 | Albert Heck               |            | massaspectrometrie                        | Universiteit Utrecht                                                                |
| 2017 | Michel Orrit              |            | spectroscopie                             | Universiteit Leiden                                                                 |
| 2017 | Alexander van Oudenaarden |            | biofysica                                 | Universiteit Utrecht                                                                |
| 2016 | Wilhelm Huck              |            | Fysische organische chemie                | Radboud Universiteit Nijmegen                                                       |
| 2016 | Lodi Nauta                |            | Geschiedenis van de filosofie             | Rijksuniversiteit Groningen                                                         |
| 2016 | Mihai Netea               |            | Experimentele interne geneeskunde         | Radboudumc                                                                          |
| 2016 | Bart van Wees             |            | Technische natuurkunde                    | Rijksuniversiteit Groningen                                                         |
| 2015 | René Janssen              |            | Organische chemie                         | Technische Universiteit Eindhoven                                                   |
| 2015 | Birgit Meyer              |            | Religiewetenschap                         | Universiteit Utrecht                                                                |
| 2015 | Aad van der Vaart         |            | Statistiek                                | Universiteit Leiden                                                                 |
| 2015 | Cisca Wijmenga            |            | Humane genetica                           | Rijksuniversiteit Groningen                                                         |
| 2014 | Dirk Bouwmeester          |            | Experimentele natuurkunde                 | Universiteit Leiden en Universiteit van Californië - Santa Barbara                  |
| 2014 | Corinne Hofman            |            | Archeologie                               | Universiteit Leiden                                                                 |
| 2014 | Mark van Loosdrecht       |            | Milieubiotechnologie                      | Technische Universiteit Delft                                                       |
| 2014 | Theunis Piersma           |            | Trekvogelecologie                         | Rijksuniversiteit Groningen                                                         |
| 2013 | Mikhail Katsnelson        |            | Theoretische natuurkunde                  | Radboud Universiteit Nijmegen                                                       |
| 2013 | Piek Vossen               |            | Computationele lexicologie                | Vrije Universiteit Amsterdam                                                        |
| 2013 | Bert Weckhuysen           |            | Anorganische chemie en Katalyse           | Universiteit Utrecht                                                                |
| 2012 | Mike Jetten               |            | Ecologische microbiologie                 | Radboud Universiteit Nijmegen                                                       |
| 2012 | Ieke Moerdijk             |            | Wiskunde                                  | Radboud Universiteit Nijmegen                                                       |
| 2012 | Annemarie Mol             |            | Antropologie                              | Universiteit van Amsterdam                                                          |
| 2012 | Xander Tielens            |            | Sterrenkunde                              | Universiteit Leiden                                                                 |
| 2011 | Heino Falcke              |            | Radioastronomie en Astrodeeltjesfysica    | Radboud Universiteit Nijmegen                                                       |
| 2011 | Patti Valkenburg          |            | Jeugd en media                            | Universiteit van Amsterdam                                                          |
| 2011 | Erik Verlinde             |            | Theoretische natuurkunde                  | Universiteit van Amsterdam                                                          |
| 2010 | Naomi Ellemers            |            | Sociale psychologie                       | Universiteit Leiden                                                                 |
| 2010 | Marijn Franx              |            | Extragalactische sterrenkunde             | Universiteit Leiden                                                                 |
| 2010 | Piet Gros                 |            | Biomacromoleculaire kristallografie       | Universiteit Utrecht                                                                |
| 2010 | Ineke Sluiter             |            | Griekse taal- en letterkunde              | Universiteit Leiden                                                                 |
| 2009 | Albert van den Berg       |            | Natuurkunde                               | Universiteit Twente                                                                 |
| 2009 | Michel Ferrari            |            | Neurologie                                | Leids Universitair Medisch Centrum                                                  |
| 2009 | Marten Scheffer           |            | Aquatische ecologie                       | Wageningen Universiteit                                                             |
| 2008 | Marjo van der Knaap       |            | Kinderneurologie                          | VU Medisch Centrum                                                                  |
| 2008 | Joep Leerssen             |            | Letterkunde                               | Universiteit van Amsterdam                                                          |
| 2008 | Theo Rasing               |            | Fysica                                    | Radboud Universiteit Nijmegen                                                       |
| 2008 | Willem de Vos             |            | Microbiologie                             | Wageningen Universiteit                                                             |
| 2007 | Deirdre Curtin            |            | Rechtsgeleerdheid                         | Universiteit Utrecht                                                                |
| 2007 | Marcel Dicke              |            | Ecologische entomologie                   | Wageningen Universiteit                                                             |
| 2007 | Leo Kouwenhoven           |            | Natuurkunde                               | Technische Universiteit Delft                                                       |
| 2007 | Wil Roebroeks             |            | Archeologie                               | Universiteit Leiden                                                                 |
| 2006 | Jozien Bensing            |            | Klinische psychologie                     | NIVEL, Universiteit Utrecht                                                         |
| 2006 | Carl Figdor               |            | Immunologie                               | Nijmegen Centre for Molecular Life Sciences, Universiteit Twente                    |
| 2006 | Ben Scheres               |            | Moleculaire genetica                      | Universiteit Utrecht                                                                |
| 2006 | Jan Zaanen                |            | Natuurkunde                               | Universiteit Leiden                                                                 |
| 2005 | René Bernards             |            | Moleculaire biologie                      | Universiteit Utrecht, Nederlands Kanker Instituut, Antoni van Leeuwenhoekziekenhuis |
| 2005 | Peter Hagoort             |            | Cognitieve neurowetenschappen             | F.C. Donders Centre for Cognitive Neuroimaging, Radboud Universiteit Nijmegen       |
| 2005 | Detlef Lohse              |            | Natuurkunde                               | Universiteit Twente                                                                 |
| 2005 | Lex Schrijver             |            | Wiskunde                                  | Centrum voor Wiskunde en Informatica, Universiteit van Amsterdam                    |
| 2004 | Jaap Sinninghe Damsté     |            | Aardwetenschappen                         | Universiteit Utrecht, KNIOZ                                                         |
| 2004 | Ben Feringa               |            | Scheikunde                                | Rijksuniversiteit Groningen                                                         |
| 2004 | Rien van IJzendoorn       |            | Pedagogiek                                | Universiteit Leiden                                                                 |
| 2004 | Michiel van der Klis      |            | Sterrenkunde                              | Universiteit van Amsterdam                                                          |
| 2003 | Lans Bovenberg            |            | Economie                                  | Universiteit van Tilburg, Erasmus Universiteit                                      |
| 2003 | Cees Dekker               |            | Moleculaire biofysica                     | Technische Universiteit Delft                                                       |
| 2003 | Robbert Dijkgraaf         |            | Mathematische fysica                      | Universiteit van Amsterdam                                                          |
| 2003 | Jan Luiten van Zanden     |            | Economische en sociale geschiedenis       | Universiteit Utrecht, IISG                                                          |
| 2002 | Henk Barendregt           |            | Grondslagen van de wiskunde & informatica | Radboud Universiteit Nijmegen                                                       |
| 2002 | Els Goulmy                |            | Transplantatiebiologie                    | Universiteit Leiden, Leids Universitair Medisch Centrum                             |
| 2002 | Ad Lagendijk              |            | Waves in complex media                    | Universiteit Twente, MESA+ Instituut                                                |
| 2002 | Frits Rosendaal           |            | Klinische epidemiologie                   | Universiteit Leiden, Leids Universitair Medisch Centrum                             |
| 2001 | Dorret Boomsma            |            | Biologische psychologie                   | Vrije Universiteit Amsterdam                                                        |
| 2001 | Hans Clevers              |            | Klinische immunologie                     | Hubrecht Instituut,                                                                 |
| 2001 | Bert Meijer               |            | Organische chemie                         | Technische Universiteit Eindhoven                                                   |
| 2001 | Hans Oerlemans            |            | Meteorologie                              | Universiteit Utrecht                                                                |
| 2000 | Ewine van Dishoeck        |            | Sterrenkunde                              | Universiteit Leiden                                                                 |
| 2000 | Daan Frenkel              |            | Moleculaire fysica en chemie              | AMOLF, Universiteit van Amsterdam                                                   |
| 2000 | Dirkje Postma             |            | Pathofysiologie van de ademhaling         | Rijksuniversiteit Groningen, Academisch Ziekenhuis Groningen                        |
|      |                           |            |                                           |                                                                                     |
| Jaar | Naam                      | Afbeelding | Vakgebied                                 | Universiteit (ten tijde van de prijs)                                               |
| 1999 | Carlo Beenakker           |            | Natuurkunde                               | Universiteit Leiden                                                                 |
| 1999 | René de Borst             |            | Mechanica                                 | Technische Universiteit Delft                                                       |
| 1999 | Anne Cutler               |            | Psycholinguïstiek                         | Radboud Universiteit Nijmegen, Max Planck Instituut voor Psycholinguïstiek          |
| 1999 | Ronald Plasterk           |            | Moleculaire biologie                      | Universiteit van Amsterdam, Nederlands Kanker Instituut                             |
| 1998 | Jan Hoeijmakers           |            | Genetica                                  | Erasmus Universiteit. Erasmus MC                                                    |
| 1998 | Hendrik Lenstra           |            | Wiskunde                                  | Universiteit Leiden                                                                 |
| 1998 | Pieter Muysken            |            | Taalkunde                                 | Universiteit Leiden                                                                 |
| 1997 | Frits Kortlandt           |            | Taalkunde                                 | Universiteit Leiden                                                                 |
| 1997 | Bob Pinedo                |            | Oncologie                                 | Vrije Universiteit Amsterdam                                                        |
| 1997 | Rutger van Santen         |            | Chemie                                    | Technische Universiteit Eindhoven                                                   |
| 1996 | Johan van Benthem         |            | Logica                                    | Universiteit van Amsterdam                                                          |
| 1996 | Peter Nijkamp             |            | Economie                                  | Vrije Universiteit Amsterdam                                                        |
| 1996 | George Sawatzky           |            | Natuurkunde                               | Rijksuniversiteit Groningen                                                         |
| 1995 | Frank Grosveld            |            | Celbiologie                               | Erasmus Universiteit, Erasmus MC                                                    |
| 1995 | Ed van den Heuvel         |            | Sterrenkunde                              | Universiteit van Amsterdam                                                          |
| 1995 | Gerard 't Hooft           |            | Theoretische fysica                       | Universiteit Utrecht                                                                |
| 1995 | Frits van Oostrom         |            | Historische Nederlandse letterkunde       | Universiteit Leiden                                                                 |